# Festival Eurovisão da Canção Júnior 2010
O Festival Eurovisão da Canção Júnior 2010 foi a 8º edição do Festival Eurovisão da Canção Júnior e foi realizado em Minsk, capital da Bielorrússia. O evento foi agendado para 20 de Novembro de 2010, sábado. Em 2010, com o recorde de espectadores presentes no local do evento (15 mil pessoas). Também pela primeira vez, foi montada uma mega campanha de publicidade à volta do festival, espalhada por toda a Bielorrússia.

## Organização
O Festival Eurovisão da Canção 2010, foi um dos menores até então.Apenas,14 países estiveram presentes, quinze mil pessoas assistirão ao vivo ao evento no local do mesmo e cinquenta milhões através da televisão e afins, também foi montada a maior campanha de publicidade de sempre, que consiste na colocação de cartazes com os representantes de cada país espalhados por toda a capital de Minsk, assim como por outras cidades da Bielorrússia. Os vídeos das actuações dos artistas também passaram nos ecrãs gigantes espalhados pela cidade por um mês, isto fez com que "os jovens artistas se sentirem bem vindos e importantes". O espetáculo irá para o ar mais ou menos um mês antes do Natal, sendo assim, todos os artistas e respectivas comitivas serão levados ao circo, e conheceram o Father Frost Bielorrusso (Pai Natal). Para artistas convidados, a televisão bielorrussa esteve em negociações com artistas do porte deJennifer Lopez, Justin Timberlake, entre outros.

### Local
A União Europeia de Radiodifusão (EBU) convidou as televisões que quisessem, a se candidataram aos direitos da organização do Festival Eurovisão da Canção Júnior 2010. A Minsk Arena, consegue albergar mais de 15,000 espectadores em concertos, o que fará esta Eurovisão Júnior, a maior de sempre, em termos de audiência presente no local do evento. Svante Stockselius, o Executivo Supervisor do evento, constatou: "A Bielorrússia é um país participante, e corrente no Festival Eurovisão da Canção e no Festival Eurovisão da Canção Júnior, e já venceu este último duas vezes. Para além do mais, o Festival Eurovisão da Canção Júnior, é um dos programas mais populares na televisão bielorrussa. Por fim, a candidatura da BTRC's para organizar a competição, deu a confiança ao Steering Group, de que estes são capazes de realizar o evento." A candidatura da Bielorrússia para organizar o evento, teve o apoio de Alexander Rybak, que venceu o Festival Eurovisão da Canção 2009 para a Noruega com a canção "Fairytale". O cantor de 23 anos, nasceu na capital bielorrussa, Minsk, e emigrou para a Noruega com apenas 4 anos de idade. A candidatura bielorrussa superou a da Rússia e a de Malta. A 5 de junho de 2009 realizou-se uma reunião entre a EBU, na cidade de Kiev, local da edição de 2009. A favorita até à altura era a candidatura Russa, devido ao grande sucesso na organização da Eurovisão em 2009, no entanto a proposta apresentada pela televisão bielorrussa foi muito mais atraente aos olhos do Concílio da União Europeia de Radiodifusão. Antes da candidatura de 2010, a Bielorrússia tentou vencer os direitos do festival para 2009, no entanto a proposta ucraniana acabou vencendo

### Apresentadores
A televisão local da Bielorrússia, abriu também uma época para castings, para os que estiverem interessados em apresentar o festival. Os apresentadores, serão formados por um casal.

## Participações individuais
Durante cerca de 5/6 meses, todos os países terão que escolher os seus representantes, assim como as músicas que os mesmos interpretaram em Minsk. Para realizar tal seleção, cada país utilizará o seu próprio processo de selecção. Alguns optam pela selecção interna, que consiste na televisão oficial do país fazer a escolha. Pode seleccionar o artista e música, ou apenas o artista, ficando a escolha da música a cargo dos espectadores. Outros países (a maioria), utiliza um método semelhante ao formato do ESC para seleccionar o representante.

### As participações
A confirmação de participações por parte de vários países começou em Julho de 2009, logo após a confirmação de Minsk como sede para o festival. A EBU esperava uma participação de 20 a 25 países no Festival Eurovisão da Canção Júnior 2010.Mas no entanto apenas 14 países confirmaram com o retorno de dois países Lituânia e Letónia,a estreia de Moldova e as desistências de Chipre e Roménia.
| País               | Título original da Canção                        | Artista                                    | Processo                                   | Data da Selecção |
| País               | Tradução em Português                            | Idiomas de Interpretação                   | Processo                                   | Data da Selecção |
| ------------------ | ------------------------------------------------ | ------------------------------------------ | ------------------------------------------ | --- |
| Arménia            | "Mama (Մամա)"                                    | Vladimir Arzumanyan (Արզումանյան Վլադիմիր) | Final Nacional de 2010                     | Quarter-Final: 02 de Setembro de 2010 03 de setembro de 2010 Semi-Finais: 04 de setembro de 2010 Final: 05 de setembro de 2010        |
| Arménia            | Mamãe                                            | Armênio                                    | Final Nacional de 2010                     | Quarter-Final: 02 de Setembro de 2010 03 de setembro de 2010 Semi-Finais: 04 de setembro de 2010 Final: 05 de setembro de 2010        |
| Bélgica            | "Get up!"                                        | Jill & Lauren                              | Junior Eurosong 2010                       | Semi-Finais: 27 de setembro de 2010 28 de setembro de 2010 29 de setembro de 2010 30 de setembro de 2010 Final: 01 de Outubro de 2010 |
| Bélgica            | Levante-se!                                      | Holandês, Inglês                           | Junior Eurosong 2010                       | Semi-Finais: 27 de setembro de 2010 28 de setembro de 2010 29 de setembro de 2010 30 de setembro de 2010 Final: 01 de Outubro de 2010 |
| Bielorrússia       | "Muzyki svet (Музыкі святло)"                    | Daniil Kozlov (Казлоў Данііл)              | Song for Eurovision 2010                   | 10 de Setembro de 2010 |
| Bielorrússia       | Luz da música                                    | Russo                                      | Song for Eurovision 2010                   | 10 de Setembro de 2010 |
| Geórgia            | "Mari-Dari (მარი-დარი)"                          | Mariam Kakhelashvili (მარიამ კახელიშვილი)  | Final Nacional de 2010                     | 12 de setembro de 2010 |
| Geórgia            | Maria - Tempo                                    | Imaginario                                 | Final Nacional de 2010                     | 12 de setembro de 2010 |
| Letónia            | "Viva La Dance (Dejo tā)"                        | Šarlote Lēnmane                            | Final Nacional de 2010                     | Artista: 28 de Fevereiro de 2010 Canção: Apresentação: 01 de novembro de 2010                                                         |
| Letónia            | Viva a Dança (Aproveitar                         | Letã, Inglês                               | Final Nacional de 2010                     | Artista: 28 de Fevereiro de 2010 Canção: Apresentação: 01 de novembro de 2010                                                         |
| Lituânia           | "Oki Doki"                                       | Bartas (Nojus Bartaška)                    | Final Nacional de 2010                     | Semi-Finais: 12 de setembro de 2010 19 de setembro de 2010 Final: 26 de setembro de 2010                                              |
| Lituânia           | -                                                | Lituano                                    | Final Nacional de 2010                     | Semi-Finais: 12 de setembro de 2010 19 de setembro de 2010 Final: 26 de setembro de 2010                                              |
| Macedónia do Norte | "Magicna pesna (eo, eo) (Магична песна (eo, eo)" | Anja Veterova (Ања Ветерова)               | Final Nacional de 2010                     | 18 de Setembro de 2010 |
| Macedónia do Norte | Canção mágica (eo, eo)                           | Macedónio                                  | Final Nacional de 2010                     | 18 de Setembro de 2010 |
| Malta              | "Knock Knock!... Boom! Boom!"                    | Nicole Azzopardi                           | Junior Eurosong '10                        | 04 de Setembro de 2010 |
| Malta              | Toque Toque!... Quem É!                          | Maltês & Inglês                            | Junior Eurosong '10                        | 04 de Setembro de 2010 |
| Moldávia           | "Allibaba"                                       | Ștefan Roșcovan                            | Final Nacional de 2010                     | 25 de Setembro de 2010 |
| Moldávia           | -                                                | Romeno & Inglês                            | Final Nacional de 2010                     | 25 de Setembro de 2010 |
| Países Baixos      | "My Family"                                      | Senna & Anna                               | Junior Songfestival 2010                   | Semi-Finais: 18 de setembro de 2010 25 de setembro de 2010 Final: 02 de Outubro de 2010                                               |
| Países Baixos      | Minha Família                                    | Holandês, Inglês                           | Junior Songfestival 2010                   | Semi-Finais: 18 de setembro de 2010 25 de setembro de 2010 Final: 02 de Outubro de 2010                                               |
| Rússia             | "Boy and Girl (Бой энд герл)"                    | Sasha Lazin & Liza Drozd                   | Russia Junior Eurovision Song Contest 2010 | 6 de Junho de 2010 |
| Rússia             | Rapaz e rapariga                                 | Russo & Inglês                             | Russia Junior Eurovision Song Contest 2010 | 6 de Junho de 2010 |
| Suécia             | "Allt jag vill ha"                               | Josefine Ridell                            | Final Nacional de 2010                     | 13 Outubro de 2010 |
| Suécia             | Tudo que eu quero                                | Sueca                                      | Final Nacional de 2010                     | 13 Outubro de 2010 |
| Sérvia             | "Čarobna noć (Чаробна ноћ)"                      | Sonja Škorić (Соња Шкорић)                 | Final Nacional de 2010                     | 26 de setembro de 2010 |
| Sérvia             | Noite mágica                                     | Sérvio                                     | Final Nacional de 2010                     | 26 de setembro de 2010 |
| Ucrânia            | "Miy litak (Мій літак)"                          | Yulia Gurska                               | Selecção Nacional de 2010                  | 31 de julho de 2010 |
| Ucrânia            | Meu avião                                        | Ucraniano                                  | Selecção Nacional de 2010                  | 31 de julho de 2010 |

## Festival
| #  | País               | Língua           | Artista                      | Canção                                           | Tradução para Português         | Pontuação | Lugar |
| -- | ------------------ | ---------------- | ---------------------------- | ------------------------------------------------ | ------------------------------- | --------- | ----- |
| 1  | Lituânia           | Lituano          | Bartas (Nojus Bartaška)      | "Oki Doki"                                       | -                               | 67        | 6     |
| 2  | Moldávia           | Romeno & Inglês  | Ştefăn Roşcovan              | "Allibaba"                                       | "Ali Babá"                      | 54        | 8     |
| 3  | Países Baixos      | Holandês, Inglês | Senna & Anna                 | "My Family"                                      | Minha Família                   | 52        | 9     |
| 4  | Sérvia             | Sérvio           | Sonja Škorić (Соња Шкорић)   | "Čarobna noć" (Чаробна ноћ)                      | Noite mágica                    | 113       | 3     |
| 5  | Ucrânia            | Ucraniano        | Yulia Gurska                 | "Miy litak" (Мій літак)                          | Meu avião                       | 28        | 14    |
| 6  | Suécia             | Sueca            | Josefine Ridell              | "Allt jag vill ha"                               | Tudo que eu quero               | 48        | 11    |
| 7  | Rússia             | Russo & Inglês   | Sasha Lazin & Liza Drozd     | "Boy and Girl" (Бой энд герл)                    | Rapaz e rapariga                | 119       | 2     |
| 8  | Letónia            | Letã, Inglês     | Šarlote Lēnmane              | "Viva La Dance (Dejo tā)"                        | Viva a Dança (Curta ela)        | 51        | 10    |
| 9  | Bélgica            | Holandês, Inglês | Jill & Lauren                | "Get up!"                                        | Levante-se!                     | 61        | 7     |
| 10 | Arménia            | Armênio          | Vladimir Arzumanyan          | "Mama" (Մամա)                                    | Mamãe                           | 120       | 1     |
| 11 | Malta              | Maltês & Inglês  | Nicole Azzopardi             | "Knock Knock!... Boom! Boom!"                    | Toque toque!... Quem é! Quem é! | 35        | 13    |
| 12 | Bielorrússia       | Russo            | Daniil Kozlov                | "Muzyki svet" (Музыкі святло)                    | Luz da música                   | 85        | 5     |
| 13 | Geórgia            | Imaginario       | Mariam Kakhelashvili         | "Mari-Dari" (მარი-დარი)                          | Mari – Tempo                    | 109       | 4     |
| 14 | Macedónia do Norte | Macedónio        | Anja Veterova (Ања Ветерова) | "Magicna pesna (eo, eo)" (Магична песна (eo, eo) | Canção mágica (eo, eo)          | 38        | 12    |

## Outros países

### Possíveis Estreias Desmentidas
Em baixo encontra-se uma lista de países que nunca participaram no festival, tendo sido oficialmente apontados como novos participantes para a 8º edição do concurso, e que mais tarde desmentiram a mesma estreia devido a diversos problemas.
- Bósnia e Herzegovina - Em 2009, o país transmitiu pela primeira vez a Eurovisão Júnior em directo, pelo que poderia ser uma forma de entrada para a edição de 2010 do evento.[27] De notar que uma das regras (não obrigatória), é que cada país deverá transmitir pelo menos uma edição do festival, para que possa entrar na competição. No entanto o país confirmou a não participação em 2010, confirmando no entanto a transmissão do evento.[28]

## Cobertura Televisiva
Os canais de televisão responsáveis pela difussão do concurso via televisão, foram as seguintes cadeias televisivas:
| - Armênia ARMTV - Bélgica VRT - Bielorrússia BTRC - Geórgia 1 Kavkaz - Macedônia do Norte MKRTV | - Malta PBS - Países Baixos AVRO - Roménia TVR - Rússia RTR - Sérvia RTS | - Ucrânia NTU |

Legenda:
| - Transmitiu a final em directo | - Transmitiu a final noutro horário |

### Cobertura televisiva pelo mundo
Para além dos países participantes, mais algumas televisões de países não participantes transmitirão o festival. São elas:
- Bósnia e Herzegovina

Apesar de não participar no festival, nem nunca ter participado, a Radio-televizija Bosne i Hercegovine (BHRT), irá transmitir pela segunda vez ao vivo o festival. O evento será transmitido ao vivo, sábado dia 22 de Novembro de 2009. A Bósnia era esparada como um dos novos participantes para a edição de 2010, no entanto, no final do prazo das candidaturas rejeitou a hipótese de participar em 2010, deixando a estreia pendente para outro ano.
- Rússia

A Rússia irá transmitir o festival via satélite, no seu canal RTR International

### Cobertura televisiva via internet
O site oficial do Festival Eurovisão da Canção, eurovision.tv, também irá transmitir o espetáculo em directo para todo o Mundo (mas sem qualquer tradução, ou número de telefone para votação). O site da Eurovisão (em 2009), recebeu mais de um milhão de visitas durante o festival, o que comprova uma grande audiência do festival via internet.
| - União Europeia - www.junioreurovision.tv/ | - Ucrânia - 1TV - Live JESC 2009 |